# Ruslan Chomtjak
Ruslan Borysovytj Chomtjak (ukrainska: Русла́н Бори́сович Хомча́к), född i Rivne, Ukraina, 5 juni 1967, är en ukrainsk general. Från 2021 var han näst högste chef för Nationella säkerhets- och försvarsrådet. Han var fram till mars 2020 landets generalstabschef, och har även varit försvarschef i Ukrainas försvarsmakt.
Han är gift med medborgarrättsaktivisten, journalisten och rådgivaren Anna Kovalenko. De fick en dotter i januari 2021.